# Xã Sunrise, Quận Chisago, Minnesota
Xã Sunrise (tiếng Anh: Sunrise Township) là một xã thuộc quận Chisago, tiểu bang Minnesota, Hoa Kỳ. Năm 2010, dân số của xã này là 1.994 người.